# Калушин (Леґьоновський повіт)
Калушин (пол. Kałuszyn) — село в Польщі, у гміні Велішев Леґьоновського повіту Мазовецького воєводства.
Населення — 443 особи (2011).
У 1975—1998 роках село належало до Варшавського воєводства.

## Демографія
Демографічна структура станом на 31 березня 2011 року:
|          | Загалом | Допрацездатний вік | Працездатний вік | Постпрацездатний вік |
| -------- | ------- | ------------------ | ---------------- | -------------------- |
| Чоловіки | 221     | 42                 | 154              | 25                   |
| Жінки    | 222     | 38                 | 135              | 49                   |
| Разом    | 443     | 80                 | 289              | 74                   |